# Illinoia wilhelminae
Illinoia wilhelminae är en insektsart. Illinoia wilhelminae ingår i släktet Illinoia och familjen långrörsbladlöss. Inga underarter finns listade i Catalogue of Life.